# Порт Александра III
Порт Александра III (Либавская крепость) — военный порт имени Александра III в Либаве; значимая военно-морская база Российской империи в регионе Балтийского моря. В настоящее время район базы именуется Кароста (латыш. Kara Osta — военный порт).

## Первый этап строительства базы

### Начальные работы по сооружению
Указ о строительстве военного порта в Либаве был отдан морским министерством, которое распланировало шаги по строительству новой базы имперского флота на Балтийском море: сперва отстроить аванпорт, затем, получив соответствующие распоряжения от военного ведомства, и сам порт. 19 января 1890 года на должность руководителя инженерных и строительных работ был назначен военный инженер, полковник И. Г. Мак-Дональд. Главное управление кораблестроения и снабжения (ГУКиС) назначило на посты кураторов строительства С. П. Максимовича и П. А. Борейшу. Механизмы и строительная техника была доставлена в Либаву из Англии и Германии.
Подрядчики немедленно приступили к строительству временной гавани, были проложены 8 километров железнодорожного полотна, заложены фундаменты бетонного завода и камнеобрабатывающих мастерских.
В строительстве военного порта были задействованы более 5 тысяч рабочих, которые происходили в основном из Виленской, Ковенской и Витебской губерний.
18 мая 1890 года, в разгар начального этапа строительных работ в город прибыл управляющий имперским морским министерством Н. М. Чихачёв. Он прибыл на крейсере «Азия» с целью осуществления фактического контроля, поскольку возникли временные затруднения со строительством бетонного завода. В итоге его запустили в действие, а камень для работ доставлялся из гавани святого Павла, которая располагалась в устье реки Сакке, в 28 милях от Либавы. Одновременно отстраивался центральный участок будущего мола с помощью закупленного в Англии парового крана «Титан». В присутствии ведомственного управляющего Чихачёва 16 августа 1890 года состоялась закладка первого массива кладки будущего форта.
К осени 1891 года строительство базы было приостановлено в связи с задержкой финансовых средств, поступавших на обеспечение строительства. Министр финансов И. А. Вышнеградский должен был заполнить брешь в крестьянских хозяйствах, которые серьёзно пострадали от беспрецедентно сильного наводнения весеннего сезона, а также от колоссального неурожая, настигшего крестьянские угодья средней полосы России.
В зимний сезон 1891 — 92 года грянули неожиданно сильные морозы, что повлекло за собой временные задержки в строительстве. В частности, центральная часть мола несколько раз повреждалась бурями, также временная гавань замёрзла, однако ближе к марту ледорубам удалось проломить ледяную корку, что способствовало продолжению подвоза материалов. Однако уже в середине марта в связи с непрекращающимися снегопадами, не вполне типичными для весны, снова возникли проблемы со снабжением.

### Изменение защитной структуры порта
13 мая 1892 года состоялось специальное совещание, в котором принимали участие высокопоставленные представители Имперского Военного и Морского ведомств, которые совместно несли ответственность за проведение строительных работ. В ходе собрания был несколько видоизменён план фортификационных сооружений строящейся военно-морской базы. Между озёрами было решено создать один оборонительный пост, состоявший из восьми батарей и укреплённый водяным рвом. Ближе к северным воротам аванпорта следовало воздвигнуть дополнительный элемент оборонительного комплекса — насыпной форт. Оборонительная линия должна была завершаться ещё восемью береговыми батареями, вооружение которых состояло из 135 разнокалиберных пушек и 90 мортир. В итоге была подведена смета расходов — строительство потянуло в общей сложности на 15 550 000 рублей. 30 августа 1892 года Император Александр III утвердил изменённый проект, 19 октября поддержку императора получил план строительства укреплений.
Весной 1893 года имел место конфликт между представителями ведомства военных инженеров, которыми руководил полковник Д. И. Бубнов, и руководителем сооружения Макдональдом, поскольку по решению полковника Бубнова началась вырубка деревьев на территории, находившейся под защитой Морского ведомства. На очищенных участках территории, «освободившихся» от растительности, решено было провести нивелирование, после чего по плану перешли к земляным работам. Вскоре, уже ближе к лету, в Либаву прибыла Комиссия по вооружению крепостей, которая должна была выработать общие принципы сооружения форта согласно «Табели нормального вооружения», который также необходимо было разработать прямо на месте, ознакомившись с условиями.

### Официальная церемония закладки
Церемония закладки военно-морской базы состоялась 12 августа 1893 года. В этот день в 9 часов 35 минут утра возле берегового павильона происходила встреча Императора Александра III, прибывшего в Либаву на яхте «Полярная звезда». Встречал царя, посетившего город с семьёй и свитой, почётный караул с эскадренного броненосца «Император Александр II». В специально оговоренное место северного мола были отнесены два мемориальных массива: в них почётными гостями были заложены серебряные монеты, прикрытые закладными досками, поверх которых располагались именные закладные камни.
27 ноября 1893 года Макдональд отправил рапорт о завершении строительства аванпорта и отбыл на лечение.

### Создание портового канала

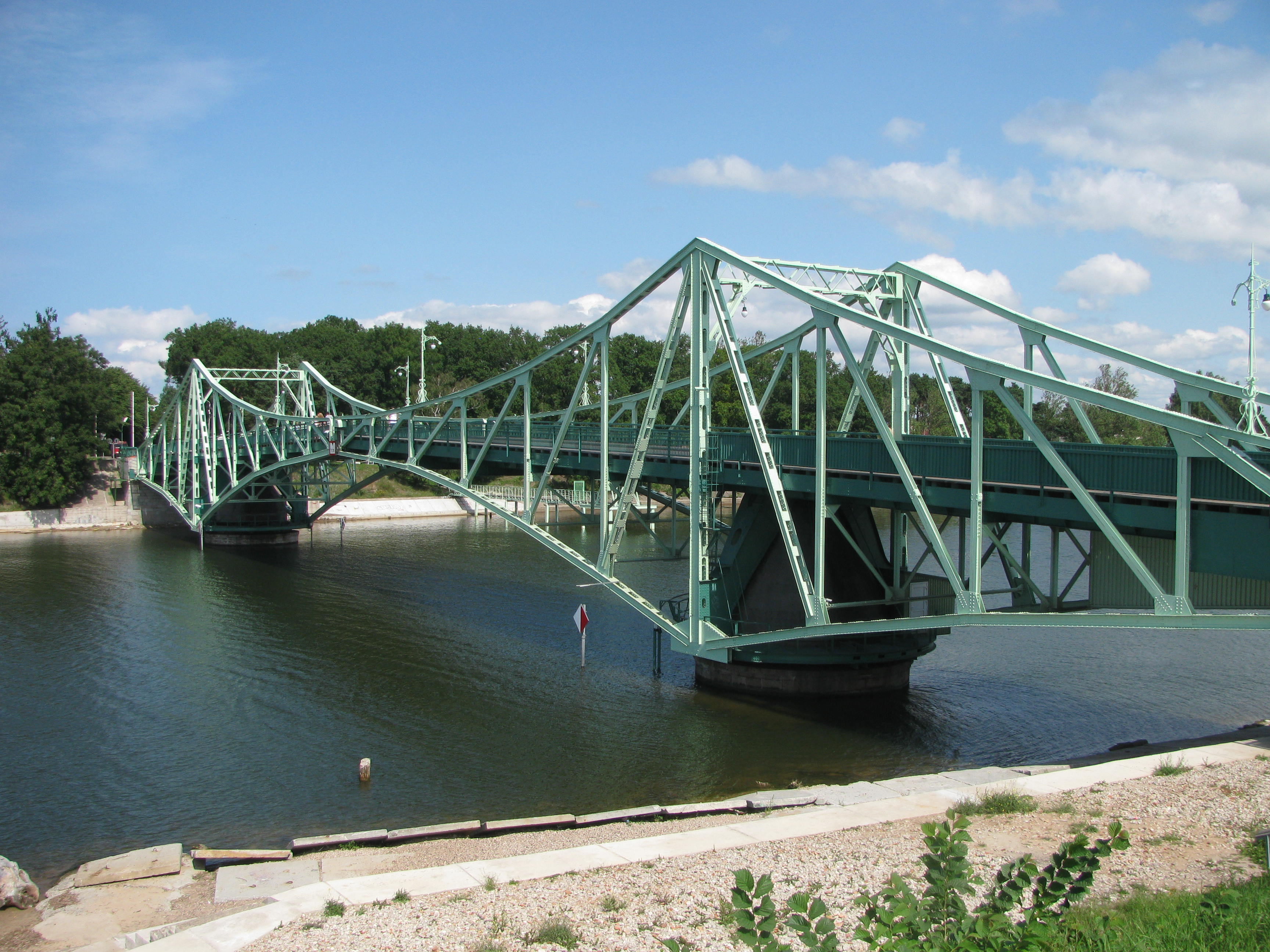
Лиепая. Разводной мост Оскара Калпака через канал

После отъезда Макдональда за дело взялся штабс-капитан Н. Г. Корсакевич. Ему выпала обязанность руководить сооружением портового канала, который должен был иметь дугообразную форму, в ширину по поверхности воды достигать 128 метров, а по дну — 64 метров. Землечерпательную технику, которую использовали после предварительного снятия слоя песчаного грунта, транспортировали на место строительства либавской военной базы из Марселя.

### Создание либавского адмиралтейства
4 января 1894 года на месте портовые инженеры осуществили разбивку первого портового района — Либавского адмиралтейства. Были расчерчены места расположения доков, а уже ближе к весеннему сезону 1894 года происходило интенсивное бурение скважин. Поскольку вскоре выяснилось, что под тонким слоем песчаного грунта в местах бурения пролегает твёрдая порода, стало ясно, что доки и мастерские следовало сместить южнее. Корсакевич заручился разрешением управляющим Морским министерством, чтобы в условиях необходимости осуществить смещение скважин. Система оборонительных укреплений либавской морской базы сместила госпиталь, который оказался между жилым городком и казарменными постройками.
Что касается размеров спроектированного бассейна для стоянки судов, то она могла вместить 36 кораблей 1 ранга, 36 кораблей 2 ранга и около 60 судов третьего ранга, а также до 50 грузовых и угольных барж. Тем не менее, согласно разработанному плану следовало учитывать, что вместимость жилых зданий, мощность мастерских и вместимость складов были рассчитаны на 20 броненосцев, с экипажем в 500 человек каждый. В то же время планировщики создали проект жилого городка при военно-морском комплексе (он должен был располагаться в полукилометре от береговой линии) с опорой на схожие жилые городки, к тому времени уже существовавшие и исправно функционировавшие в итальянском Таранто, Вильгельмсгафене, английском Портсмуте и немецком Киле. При этом решено было «с пользой» обобщить опыт жилых городков при перечисленных выше крупнейших европейских портовых базах для того, чтобы минимизировать возможные недостатки и «приумножить» имевшиеся преимущества. Таким образом, согласно распоряжению Чихачёва, необходимо было осуществить строительство стольких объектов при военно-морской базе, скольких хватило бы для фактического количества боевых единиц: это означало, что к положенному времени (начало 1899 года) должны быть готовы одно здание портового дока, около десятка мастерских и три казарменных сооружения.

### Присвоение имени Александра III
После смерти царя Александра III вступивший на престол император Николай II издал указ от 5 декабря 1894 года, по которому будущей передовой военно-морской базе присваивалось имя его отца, фактически начавшего строительство порта. Тогда же одним из ответственных лиц генерал-майором Чикалёвым было внесено конструктивное предложение о начале строительства здания адмиралтейства, портовых пороховых военных складов, армейских магазинов и погребов.
В летний период 1895 года со дня на день ожидалось прибытие великого князя генерал-адмирала Алексея Александровича, который должен был, по слухам, мимоходом «заскочить» в Либаву, дабы в неформальном порядке ознакомиться с ходом строительных и землечерпательных работ после участия в торжественной церемонии открытия судоходного канала между Балтийским и Северным морем. Судно «Рюрик», на котором путешествовал генерал-адмирал, обладало чересчур глубокой посадкой, что могло помешать ему войти в гавань; поэтому управляющий Макдональд, оправившийся после изнурительного контроля, приказал, чтобы канал был углублён, и «Рюрик» смог спокойно войти на территорию отстроенного аванпорта.
Примерно в то же время в Либаву прибыл адмирал Чихачёв; он осмотрел место строительства либавской военной базы и выразил удовлетворение качеством и скоростью работ. Уже было предписано в указе, что строительство жизненно важных объектов базы должно быть завершено к осени 1898 года (в частности, речь идёт о портовом канале и центральном доке), чтобы уже в этот сезон определённое число кораблей могли быть переведены непосредственно в порт. После осмотра адмирал Чихачёв вместе с пребывавшим тогда на базе «генеральным контролёром» генерал-адмиралом Алексеем Александровичем отбыли из Либавы на великокняжеском судне «Рюрик».

### Решения Адмиралтейств-совета
Вскоре после визитов высоких чинов на заседании Адмиралтейств-совета было принято несколько принципиально значимых решений, касающихся дальнейших шагов в возведении комплекса военно-морской базы. В особенности важным документальным свидетельством трепетного отношения Адмиралтейств-совета к строящемуся западному форпосту стала коллективно одобренная «Ведомость работ по сооружению порта», в которой были расписаны объекты, предусмотренные для постройки. Необходимо было заняться устройством двух водных артерий — каналов (двух морских и портового); широкомасштабной стоянки для судов; бассейна для ремонта плавучих средств; адмиралтейства, в которое входили несколько мастерских и складской комплекс, а также нескольких сухих доков. Помимо всего предусмотренного, также предполагалось построить жилые дома для семей адмиралов и офицерского состава, десять казарменных сооружений, ряд административных зданий, здание офицерских собраний, портовую церковь, шоссе, канализацию и водопровод. Итак, в 1895 году это в какой-то степени судьбоносное решение Адмиралтейств-совета Российской империи был принят масштабный план на десять лет вперёд, что доказывает высокий уровень долгосрочного планирования административных органов, курировавших строительство либавской военно-морской базы, которой сам царь уделял повышенное внимание.
В то же время возникли определённые разногласия между ведомством государственного контроля и военно-морским департаментом по поводу строительства фортификационных сооружений базы; в основу будущих портовых укреплений были положены всероссийские правила о крепостных укреплениях военного значения, ратифицированные 20 апреля 1884 года. Целый год происходили дебаты по поводу совершенствования принципов оборонительной системы порта, при этом пока вопрос так остро дискутировался, фактически работы так и не сдвинулись с мёртвой точки.
В то же время после 1895 года строительство укреплений ускорилось; сложно было прийти к общему знаменателю по вопросу качества и количества береговых и аванпортных батарей. Наконец, после совещания 19 марта 1895 года под председательством военного министра П. С. Банковского было решено, что крепость нужно защитить настолько, чтобы она была способна обороняться своими силами в условиях отступлений российского флота в Рижский либо Финский заливы. Из этого умозаключения была выведена задача, требовавшая серьёзного укрепления форпоста: тем не менее орудия по причине разности мнений некоторое время не были установлены (морское ведомство отстаивало достоинство береговых орудийных башен, а представители военного департамента горой стояли за систему обособленных укреплённых двориков, против которых систематически выступал генерал-адмирал Алексей Александрович).

## Продолжение и завершение строительных работ
К весне 1896 года было подготовлено около 40 оснований под орудия береговой обороны. Позже, 22 июня, в Либаву прибыло транспортное средство «Красная Горка», которое доставило в порт десять 11-дюймовых мортир. Из-за того, что на территории военного порта отсутствовала необходимая гавань, которая была бы оборудована подъёмным устройством, «Красная горка» разгрузилась в коммерческой гавани. В связи с тем, что необходимо было завершить основной объём работ до церемонии коронации Николая II, уже 23 мая 1896 года был передан окончательный проект завершения строительства либавского порта. На кладку кирпичей были снаряжены две латышские и три русские артели, но удержать работников было непросто, поскольку, соблазняемые возможностью высоких заработков в крупных губернских городах на строительстве городских жилых домов, рабочие постепенно «рассеивались»; в особенности на отток рабочей силы повлиял крупный пожар 1896 года, в результате которого выгорели много деревянных домов, в которых селились рабочие. Только из-за боязни потерять залоги, появившиеся на основе 10 % выплаченных им денег, некоторые рабочие предпочли остаться на объекте.
К 1898 году по результатам межведомственного голосования была принята «Табель нормального вооружения», по которой береговое вооружение военно-морской базы состояло из 185 единиц, а сухопутное вооружение предполагало наличие 452 боевых единиц.
К 20 июля 1898 года на сухопутной береговой линии была установлена только одна 57-мм пушка, а на береговых батареях — 12 орудий и 18 мортир. 4 июля 1898 года был издан указ об утверждении временного штата порта Александра III;
В ноябре 1898 г. было отменено строительство в порту ряда складов, мастерских, казарм и других сооружений. На высвободившиеся средства планировалось устроить нефтехранилище, пороховую пристань и несколько хозяйственных построек. Таким образом, порт Императора Александра III перевели в более низкий разряд, оставив за ним роль передовой базы.
Тогда же, в зимний сезон 1898—1899 года либавский портовый комплекс принял первые суда — за два года, в порту перезимовали: броненосец береговой обороны «Адмирал Ушаков», канонерская лодка «Храбрый», эскадренный броненосец «Петропавловск» и транспортное судно «Бакан».

## Изменение существовавшей программы
В конце 1900 года программа строительства 1895 года была вновь пересмотрена советом военно-морского ведомства. Но и новый план, утвержденный в 1901 году встретил сопротивление со стороны министра финансов С. Ю. Витте, который счёл расходы на строительство чрезмерными. 20 мая 1902 года на заседании Департамента государственной экономии было принято решение образовать комиссию с участием представителей министерства финансов и государственного контроля для рассмотрения вопроса. Летом 1902 года комиссия, возглавляемая контр-адмиралом С. И. Палтовым, посетила Либаву. Побывав на строительных площадках, в адмиралтействе и жилом городке, она подтвердила обоснованность предложений морского министерства. План 1901 года был утвержден в Государственном Совете, но его реализация затянулась из-за начавшейся в 1904 года русско-японской войны.

## Порт в период русско-японской войны
В связи с опасностью военных действий портовые каналы базы на ночь начали закрывать бонами. Был усилен караул, береговую линию начали спешно и интенсивно укреплять батареями, функционировавшими по «кинжальному» принципу. Либавский порт был переориентирован для приёма судов Второй Тихоокеанской эскадры, а также для приёма судов из отряда адмирала Вирениуса. Также в спешном порядке управление строительством принялось сооружать береговые временные угольные склады — к октябрю 1904 года (один из самых напряжённых месяцев для российского флота в войне) в этих временных складских постройках находилось более 56 тысяч тонн кардифского и ньюкаслского угля, а также 15 тысяч тонн брикетного угля. Необходимо было продолжать сооружение угольных бараков, поскольку суда, доверху нагруженные углём, продолжали прибывать в либавский порт. Каждый день руководство порта сталкивалось с необходимостью решения проблемы рабочей силы, которой явно недоставало: поэтому каждый день снаряжалось до 600 матросов для разгрузки транспортировочных судов.
Тогда же при военно-морской базе в Либаве был создан завод по сборке частей для подводных лодок, которым руководил американский предприниматель С. Лэк, получивший промышленный патент от морского департамента Российской империи.
Осенью 1904 года базу посетил Николай II, который одобрил десятилетний план по переоборудованию и модернизации комплекса на 1907—1917 годы стоимостью 37 млн рублей.
После Цусимского сражения брожения внутри российской армии не минули и гарнизон либавской военно-морской базы: 15 июня 1905 года началось восстание матросов Первого флотского экипажа, которые направились к гауптвахте и освободили своих наказанных товарищей. К восстанию присоединились моряки ещё четырёх экипажей. Восставшие уже намеревались штурмом брать плохо охраняемые пороховые склады, однако их планы разрушила снаряжённая казачья сотня, направленная с целью укротить мятежников и не дать захватить пороховые хранилища.
В начале 1906 года для либавской базы: оставшиеся и повреждённые суда из потерпевшей поражение флотилии возвращались на ремонт в доках Либавы. Можно сказать, что либавские ремонтники во многом способствовали сохранению последних судов Балтийского флота.

## 1906—1914
29 мая 1906 года на базе был сформирован Учебный отряд подводного плавания. В условиях послевоенной действительности либавский порт поменял статус: его официальное название звучало как База первого отряда минного флота, которая одновременно служила местом дислокации Учебного отряда подводного плавания. По указу главы морского ведомства вице-адмирала А. А. Бирилова все начатые постройки должны были быть завершены за 1906 год. На 1907 год планировалось увольнение рабочих и сотрудников базы, сворачивание прогрессивных проектов по строительству новых оборонительных сооружений, землечерпательный караван приказано было отправить в Моонзунд.
В 1906 году в порту была оборудована первая радиостанция системы «Телефункен» с дальностью действия радиусом в 100 миль.
В августе 1906 года рабочими металлургического завода Либавы была завершена сборка разводного моста над портовым каналом.
С марта 1907 года начались выходы в море субмарин и боевых кораблей Особого отряда Балтфлота.
Вскоре была сформирована Первая минная дивизия, которой командовал адмирал Н. О. Эссен. Также пять ранее существовавших флотских экипажей были реорганизованы в два флотских экипажа:
- Третий флотский экипаж, по сути, являлся Первой минной дивизией (она комплектовала этот экипаж почти на сто процентов)
- Девятый флотский экипаж, которым командовал контр-адмирал Э. Н. Щеснович.

27 июня 1907 года последовал указ о лишении либавской крепости статуса крепости. Теперь сухопутным подразделениям императорской армии предстояло комплектоваться в глубине территории — все западные укреплённые форпосты должны были быть ликвидированы.
В 1910 году было ратифицировано «19-е расписание». Этот документ предполагал осуществление работ по ликвидации всех оборонительных сооружений Либавы в условиях военных действий.

## Порт в Первую мировую войну
Из Ревеля в Либаву были транспортированы лодки Учебного отряда «Пескарь», «Стерлядь», «Белуга» и транспортное судно «Анадырь».
После 19 июля 1914 года (объявления войны России Германией) начался методичный обстрел либавской военно-морской базы немецкими крейсерами «Аугсбург» и «Магдебург». По приказу командира либавского порта контр-адмирала А. С. Загорянского-Киселя фортификационные сооружения были приведены в негодность. Были затоплены пять интернированных германских судов и землечерпательный караван. В сентябре-октябре на Порт императора Александра III временно базировались подводные лодки «Крокодил» и британские HMS E1 и HMS Е9.
17 апреля 1915 года: командир Балтфлота отдал приказ об оставлении либавского порта и о сдаче Либавы. Была уничтожена радиостанция, все крепостные батареи, у южных ворот аванпорта затопили несколько резервных кораблей и большую землечерпалку, был взорван северный пролёт железнодорожной переправы через канал.
Странно, что на следующий день после начала ликвидации пришёл приказ оборонять город всеми силами — но было уже поздно. 25 апреля 1915 года в 3 часа утра отряд немецкой армии под командованием майора Клука вошёл в либавский Старый город, преодолев ожесточённое сопротивление российских подразделений.
В дальнейшем, до февраля 1919 года город и порт были оккупированы немецкими войсками.

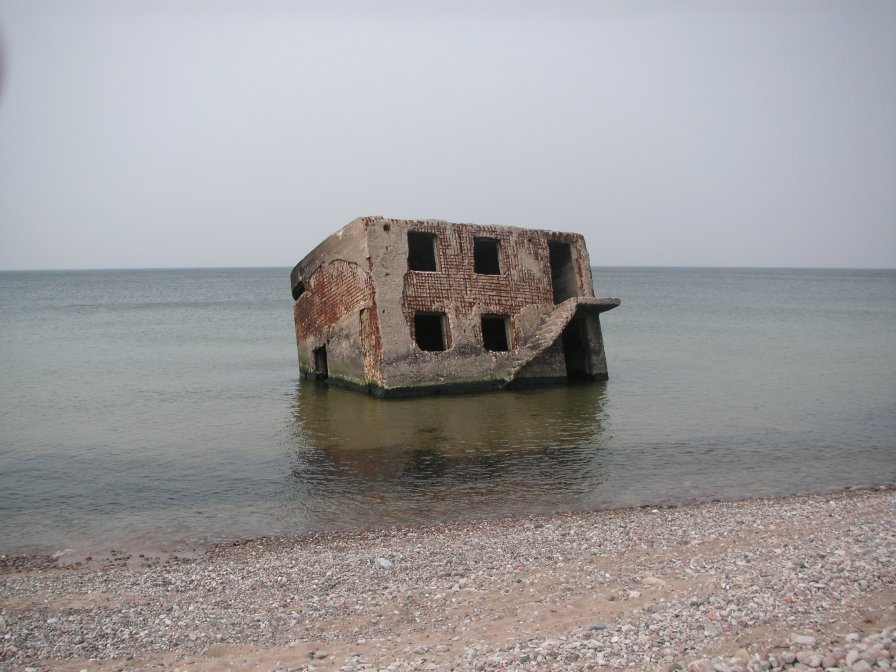
Руины оборонительных сооружений
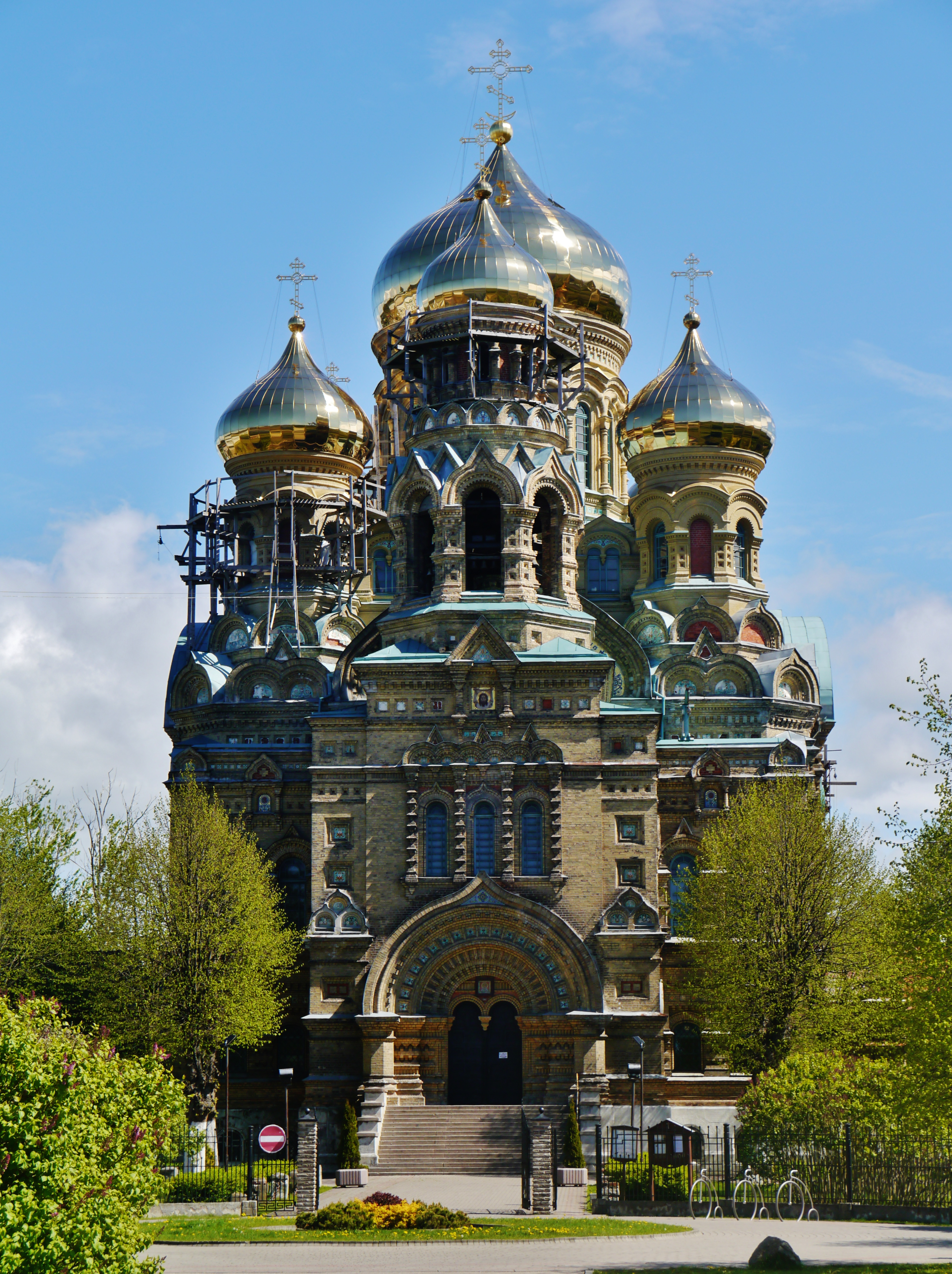
Морской собор Святого Николая (1901–1903)
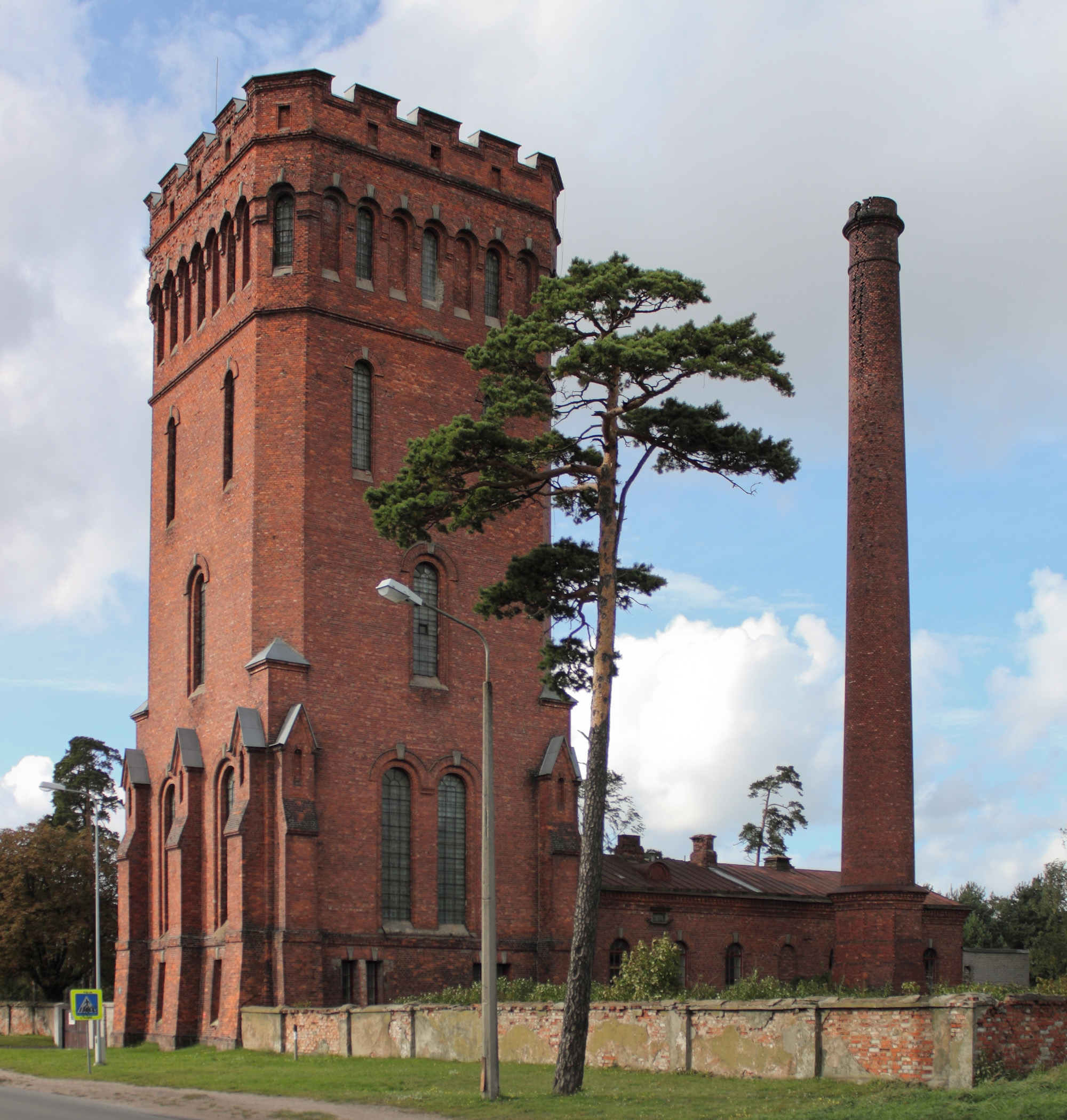
Старая водокачка
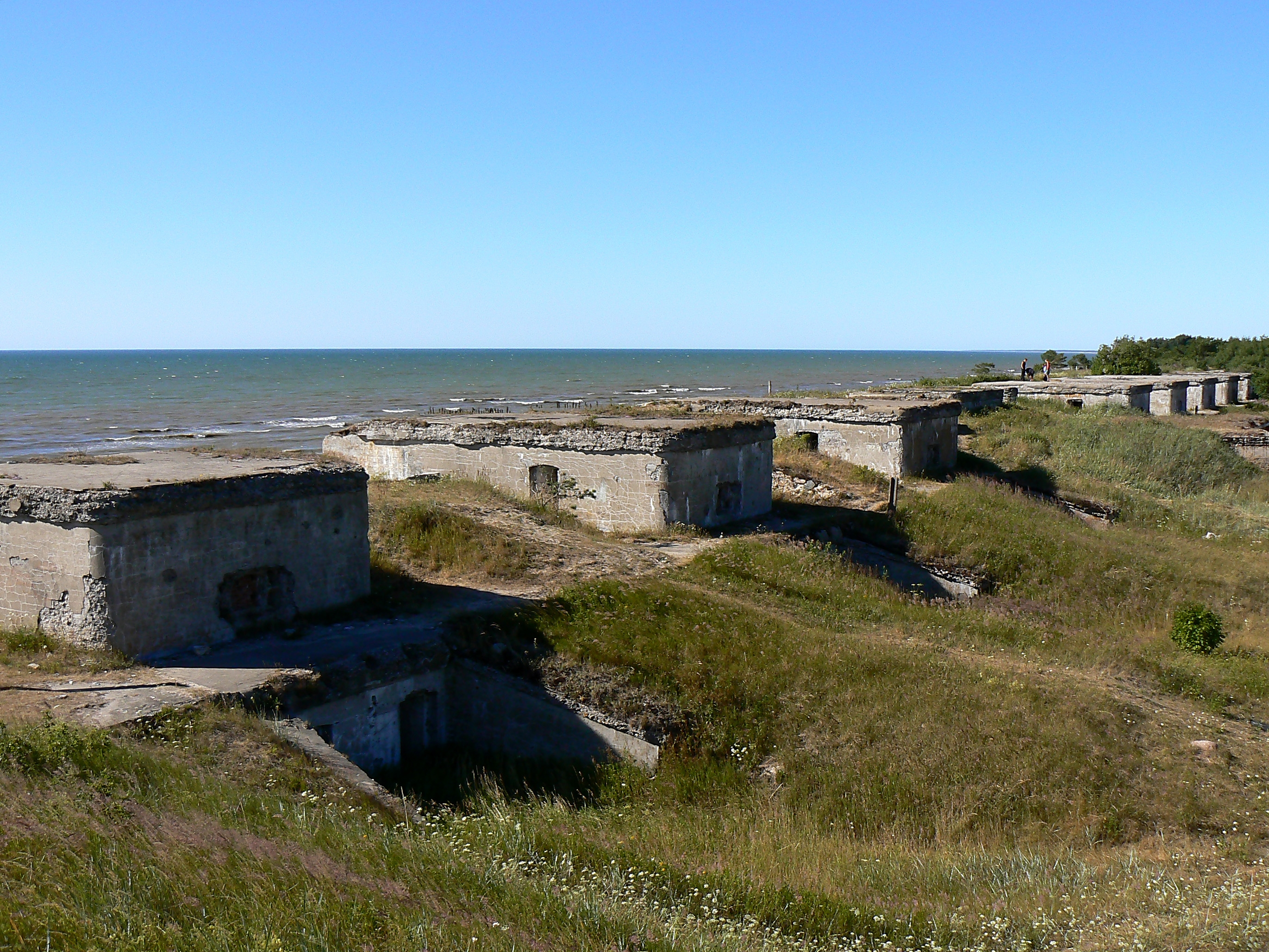
Батарея №1
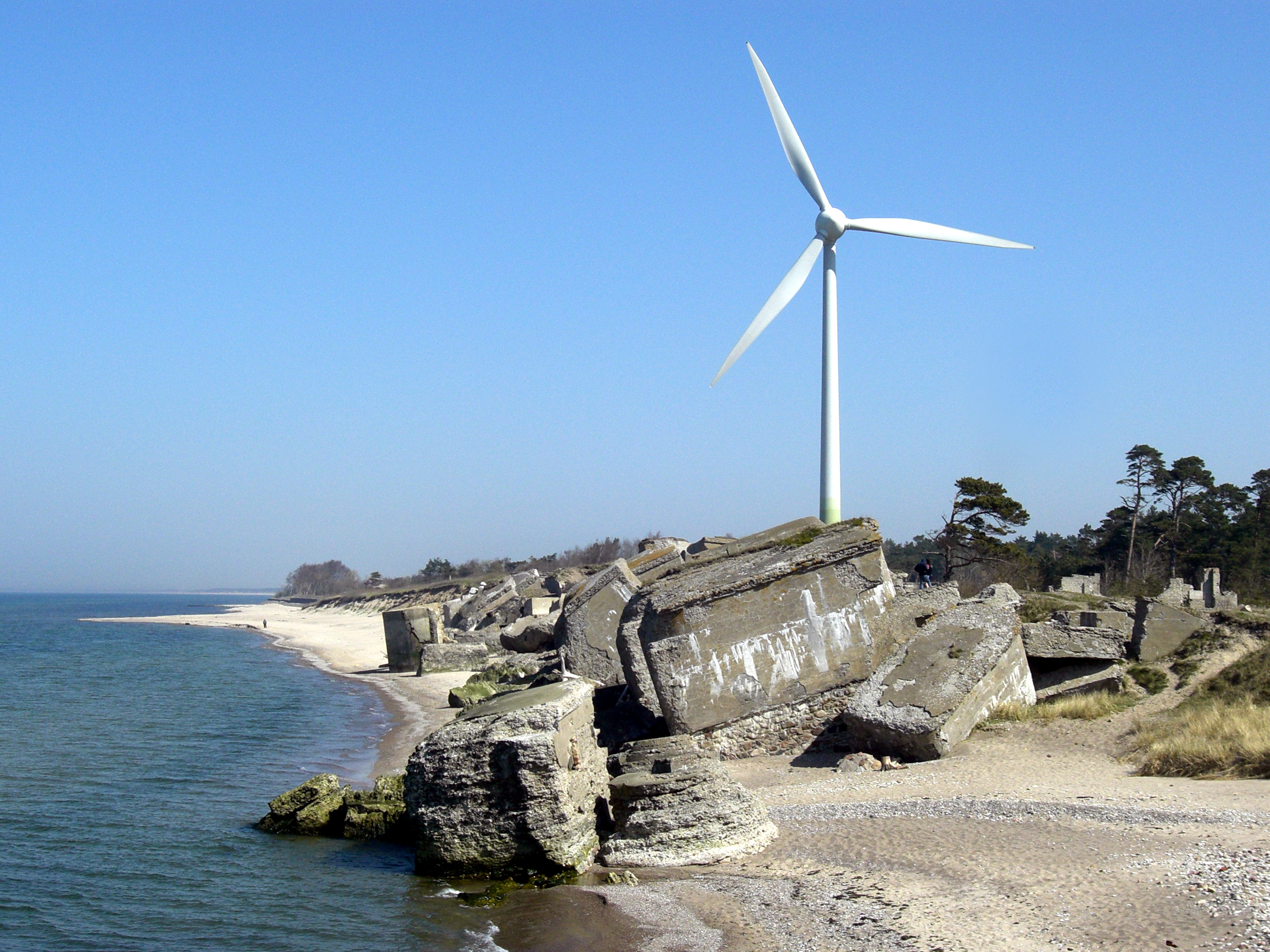
Руины Северных фортов
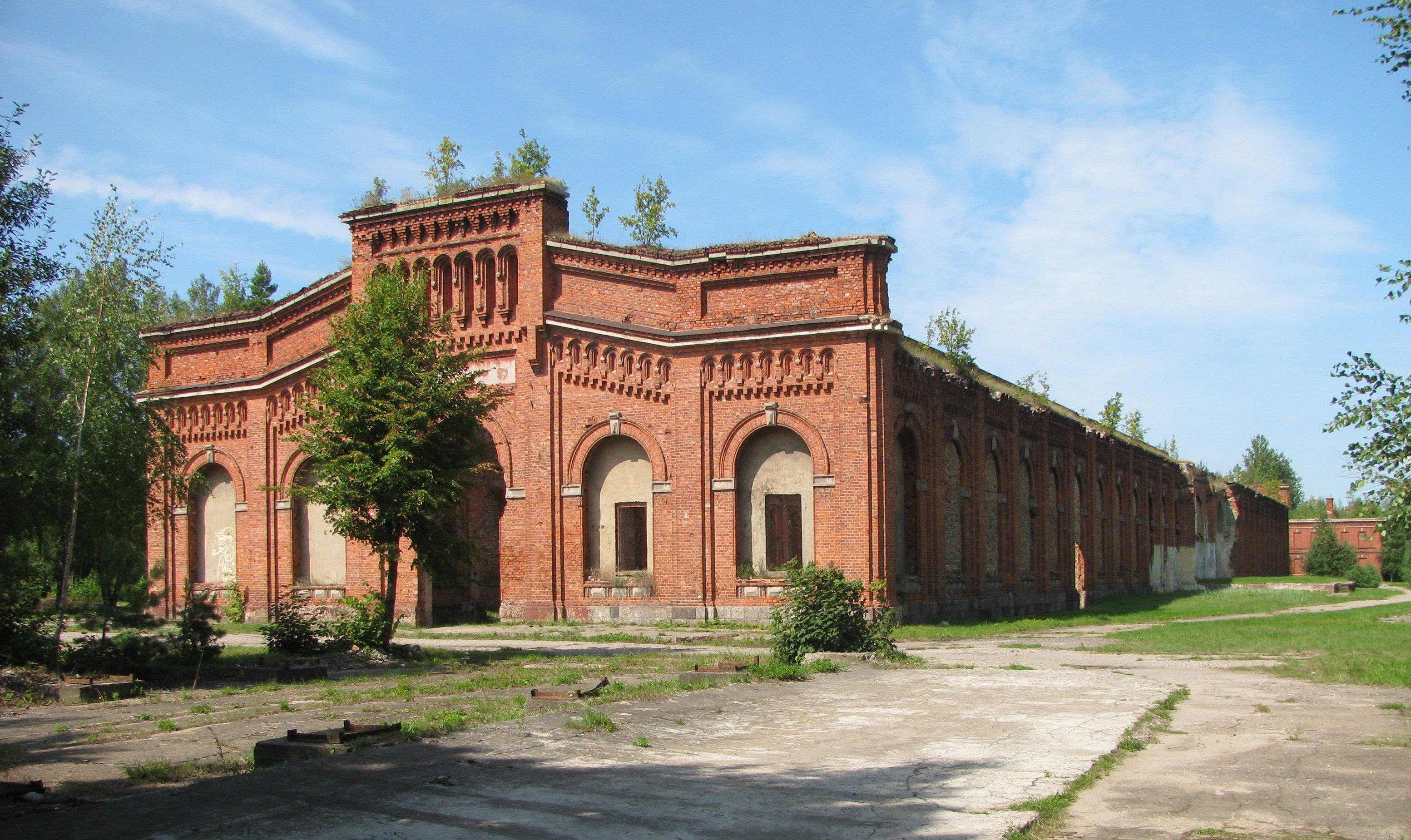
Руины манежа

## Во Вторую мировую войну

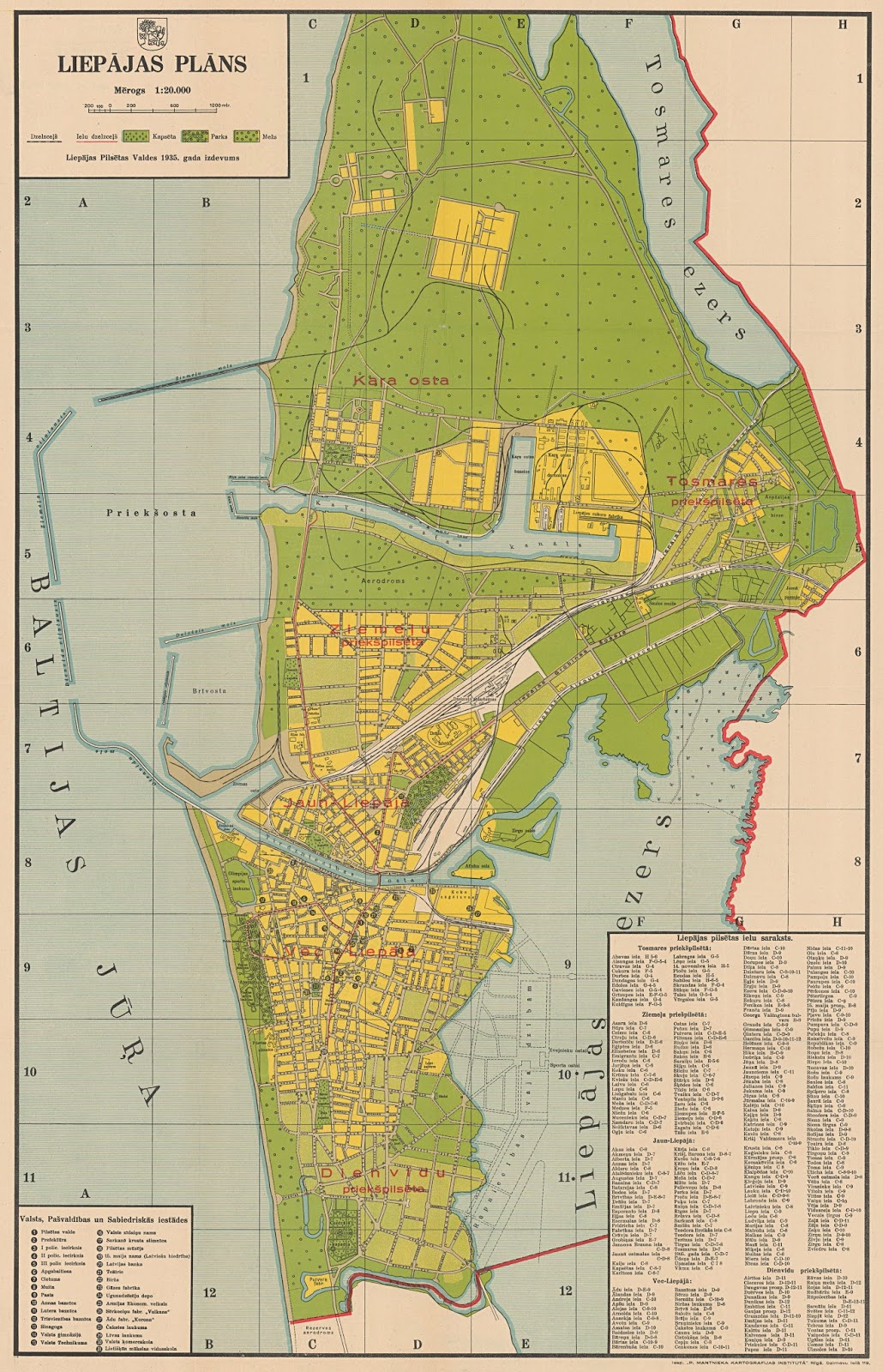
Карта Лиепаи 1935 года. В центральной и верхней части — Военная гавань

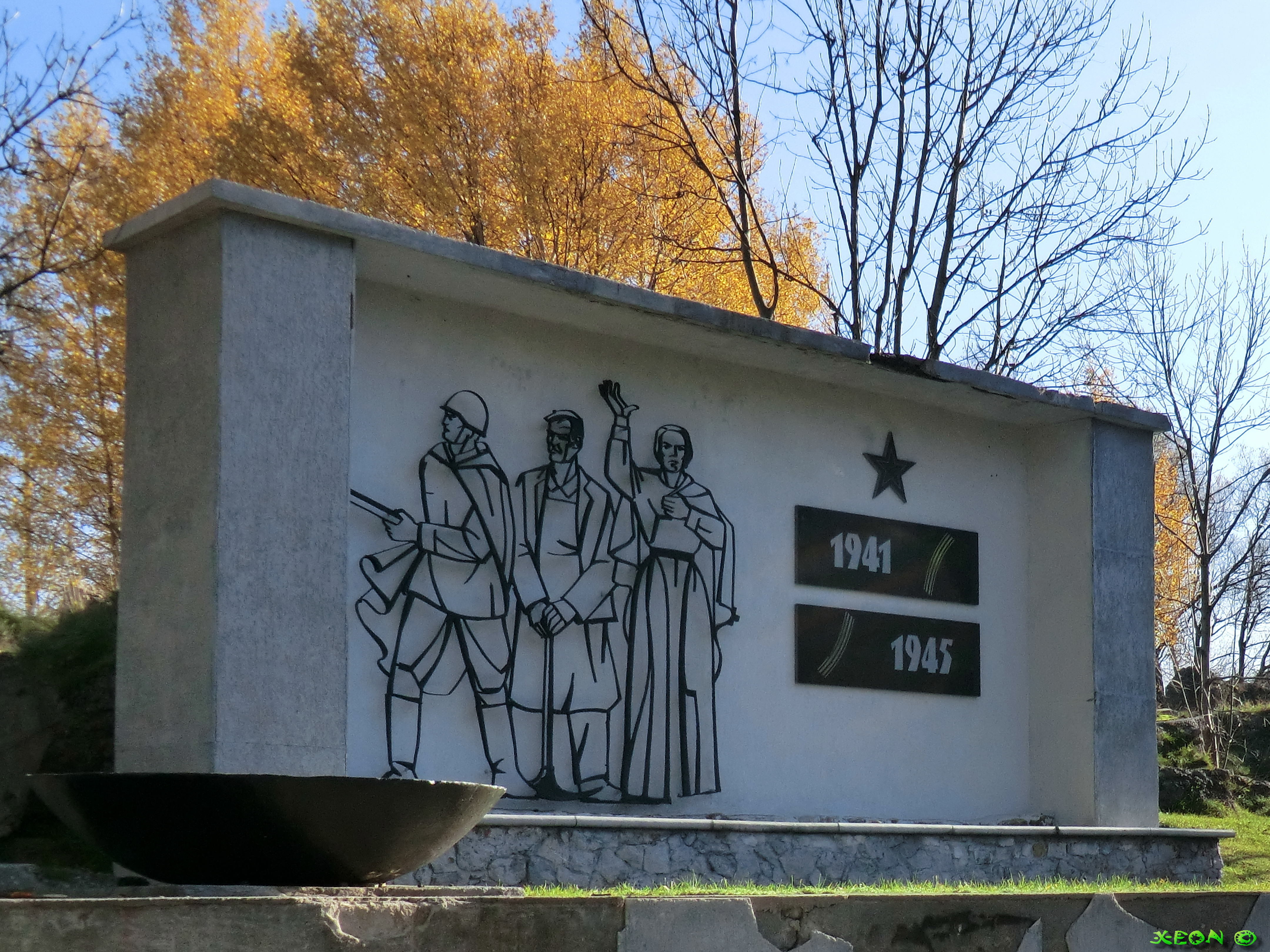
Памятная стена защитникам г. Лиепая

Современные на то время бастионы Либавской крепости, построенные в начале XX века, служили защитникам города оборонительным рубежом, где на восточном рубеже обороны с 23 по 26 июня 1941 года проходили ожесточённые бои.
25 июня 1966 года в дни 25-летия героической обороны Лиепаи в среднем форту Либавской крепости была открыта мемориальная стена с барельефом, разрушена в 2022 году.